# World Triathlon
A União Internacional de Triatlo é a entidade internacional que regulamenta a prática da triatlo e do duatlo em todo o mundo.

## Filiados por continente
|  |  | África: 11 América: 37 Ásia: 25 Europa: 42 Oceania: 10 |